# Ульяновка (Новобугский район)
Ульяновка (укр. Улянівка) — село в Новобугском районе Николаевской области Украины.
Население по переписи 2001 года составляло 452 человек. Почтовый индекс — 55633. Телефонный код — 5151. Занимает площадь 0,72 км².

## Местный совет
55632, Николаевская обл., Новобугский р-н, с. Софиевка, ул. Гагарина, 3